# Guillaume Jean Joseph de Keranflech
 (mai 2018).
Si vous disposez d'ouvrages ou d'articles de référence ou si vous connaissez des sites web de qualité traitant du thème abordé ici, merci de compléter l'article en donnant les références utiles à sa vérifiabilité et en les liant à la section « Notes et références ».
Pour les articles homonymes, voir Keranflech.
Guillaume Jean Joseph de Keranflech est un militaire français, officier supérieur de l'armée des Princes, lieutenant-colonel de l'Armée catholique et royale de Bretagne. Il est surnommé "Jupiter".

## Biographie
Né au manoir de Launay, en Botmel (Callac), il est le fils de Pierre Alexandre de Keranflech, dit : La Douceur, chez les Chouans, sieur de Launay, de Treusvern et Rosquelfen, sous-lieutenant aux grenadiers de France et de Anne-Françoise-Marie Floyd de Rosneven de la Ville cade. 
Il a épousé en premières noces à Saint-Gilles-du-Vieux-Marché en 1801 Suzanne Mauricette Sainte Le Métayer de Coëtdiquel, héritière de la seigneurie et du château de Quellenec en la commune de Saint-Gilles-du-Vieux-Marché, avec laquelle ils eurent : Charles Marie Armand de Keranflech, né à Saint-Brieuc, en 1803 et en secondes noces : Marie-Antoinette Thérèse d'Herblais.

### Carrière militaire
Il est lieutenant aux chasseurs nobles de l'Armée des Princes, puis lieutenant-colonel de la division chouanne de Guingamp et Tréguier de 1797 à 1800, dans l'Armée catholique et royale des Côtes-du-Nord, créé par Pierre-Mathurin Mercier la Vendée dit La Vendée.
Dans ses lieutenants on retrouve, entre autres, Pierre Taupin. Figure de la chouannerie trégorroise, évadé du bagne guyanais pour revenir à Tréguier venger l'exécution de son épouse.  
Il est fait chevalier dans l'ordre royal et militaire de Saint-Louis.

## Armoiries
« D'Argent au pin de sinople, fruité d'or, le fut accosté de deux merlettes affrontées de sable »